# 김현철 (1959년)
김현철(金賢哲, 1959년 3월 8일~)은 대한민국 제14대 대통령을 지낸 김영삼의 차남이다.
1959년 3월 8일에 서울에서 아버지 김영삼과 어머니 손명순 사이에서 2남 3녀 중 차남으로 태어났다. 본관은 김녕이다. 1983년 김정현과 결혼하여 2남 1녀를 두었다.
1984년 만25세에 대학을 나온 후 미국에서 유학을 마치고 돌아와 쌍용투자증권(현 신한금융투자)에 취직하여 근무하였으나 아버지 김영삼의 대선을 돕기 위해 1987년에 퇴사하고 정계에 투신하였다. 제13대 대선에서는 외곽에서 선거를 도왔고 제14대 대선에서 아버지 김영삼의 당선에 기여하였다. 1996년에 실시된 제15대 총선에서는 여론 조사와 선거 전략을 담당하였다.
2008년 여의도연구원 부원장으로 정계에 복귀하였고 2012년 거제에서 제19대 총선에 출마를 결심했으나 새누리당에서 공천탈락에 불복하고 새누리당을 탈당한 후 무소속 출마를 고려하다 결국 불출마를 선언하였다. 2009년에는 고려대학교 지속발전연구소에서 연구교수로 재직했으며 2013년에 한양대학교 공공정책대학원에서 특임교수로 2014년까지 활동하다 2015년부터 2019년까지 국민대학교 정치대학원의 특임교수로 활동했고 2019년부터 동국대학교 언론정보대학원에서 석좌교수로 현재 재직중이다. 그리고 현재는 김영삼기념도서관의 기념사업회인 (사)김영삼민주센터 상임이사로 활동하면서 동작구청에 기념도서관을 기부채납하고 2020년 11월 20일 김영삼대통령 5주기와 함께 공식적으로 김영삼도서관의 개관식을 가졌다.
2012년 18대 대선 때 박정희-박근혜 부녀를 비판하며 문재인 지지 선언을 하였고, 5년 뒤인 2017년 5월에는 문재인 19대 대선 후보 지지를 선언하였고 더불어민주당에 입당하였다. 그러나 2019년 1월14일에 더불어민주당을 탈당하였고, 문재인 정부의 대북·일자리·탈원전 정책을 비판하였다. 뒤이어 2021년 8월 3일에 국민의힘에 합류하면서 윤석열 대통령 선거 예비 후보를 지지하겠다고 선언했다.

## 학력
- 1972년 중앙대학교 사범대학 부속국민학교 졸업
- 1975년 중앙대학교 사범대학 부속중학교 졸업
- 1978년 경복고등학교 졸업
- 1984년 고려대학교 사학 학사
- 1986년 서던 캘리포니아 대학교(USC) 경영대학원 MBA
- 1997년 고려대학교 경영대학원 DBA

## 사건
1997년 5월 17일 특정범죄가중처벌법상 조세포탈 혐의로 구속되었다. 1999년 6월 징역 2년, 벌금 10억 5천만원, 추징금 5억 2420만원을 선고받았으나, 같은 해 8월 12일 잔여형기가 면제되어 사면되었다.
2004년 불법정치자금을 수수한 혐의로 긴급체포되었고 검찰 수사 도중 자해 소동을 일으키기도 했다.
본인의 책 <하고 싶은 이야기 듣고 싶은 이야기>가 1997년 1월 부도난 한보그룹의 서울소재 창고에서 1997년 2월 대량 발견되어 당시 출판사였던 고려원이 구설수에 올랐으며 고려원은 1990년 초 영어 회화교재 <오성식 생활영어 7200>을 펴내 대성공을 거두어 어학교재로 눈을 돌린 뒤  외국어 학습교재 개발에 주력했지만 1996년 초 처음이자 마지막으로 출시된 일본어 교재 <코츠코츠 일본어>가 판매율 부진을 면치 못한 데다  1995년부터 단행본 사업에서 이렇다할 히트작을 내지 못하여 부진을 면치 못해 자금 압박을 받기 시작했으나 1996년 말 초등학교 영어 비디오테이프 교재 <리틀 링컨>의 발간을 위해 10억원 이상의 돈을 쏟아부어 1997년 3월 22일 자회사 고려원미디어(구 고려가)와 함께 최종 부도 처리됐고 고려원 고려원미디어 두 회사의 법인 자체는 2003년 4월 22일 소멸됐다.

## 경력
- 2017년 2월부터 (사)김영삼민주센터 상임이사를, 2022년 7월부터 재단법인 김영삼대통령기념재단 이사장을 맡고 있다.

- 1988년 1월~1992년 12월: 중앙여론조사연구소 소장
- 1996년 5월~1997년 2월: 유엔한국청년협회 회장(UNYA)
- 2000년 5월~2001년 5월: 미국 텍사스 대학교 오스틴 초빙교수
- 2001년~2006년: 경남대학교 극동문제연구소 연구위원
- 2001년~2002년: 경남대학교 정치외교학과 특임강사
- 2008년 10월~2012년 4월: 한나라당 여의도연구원 부원장
- 2009년 3월~2019년 10월: 고려대학교 지속발전연구소 연구교수
- 2013년 9월~2014년 9월: 한양대학교 공공정책대학원 특임교수
- 2015년 3월~2019년 12월: 국민대학교 정치대학원 특임교수
- 2017년 2월~: (사)김영삼민주센터 상임이사
- 2017년 4월~2017년 5월: 더불어민주당 문재인 대선후보 공동선대위원장
- 2019년 1월: 더불어민주당 탈당
- 2019년 9월: 동국대학교 언론정보대학원 석좌교수
- 2022년 7월~: 재단법인 김영삼대통령기념재단 이사장
- 문화체육관광부 자문위원

## 가족 관계
- 할아버지: 김홍조(金洪祚, 1910년 9월 1일~2008년 9월 30일)
- 할머니: 박부련(朴富連, 1907년 2월 22일~1960년 9월 25일)
- 아버지: 김영삼(金泳三, 1929년 1월 14일~2015년 11월 22일)
- 어머니: 손명순(孫命順, 1929년 1월 16일~2024년 3월 7일)
  - 누나: 김혜영(金惠英, 1952년~)
    - 매형: 이창해(李昌海, 1948년~)

  - 누나: 김혜경(金惠京, 1954년~)
    - 매형: 송영석(宋英錫, 1950년~)

  - 형: 김은철(金恩哲, 1956년~2024년 8월 7일)
    - 형수: 황경미(1958년~)
      - 조카: 김진(1982년?~)
      - 조카: 김성민(1990년~)

  - 여동생: 김혜숙(金惠淑, 1961년~)
    - 매제: 이병로(1959년~)

  - 배우자: 김정현(金姃炫, 1961년~)
    - 첫째 아들: 김인덕
    - 며느리: 유채림
    - 둘째 아들: 김인규(1989년~)
    - 딸: 김인영(1995년~)

## 저서
- 《하고 싶은 이야기 듣고 싶은 이야기》(고려원, 1995)
- 《너무 늦지 않은 출발 이기를》(중앙M&B, 2002)
- 《세계화와 21세기 국가경영》(중앙M&B, 2002)
- 《거제 가는 길: 김현철 포토에세이》(미지애드컴, 2011)

## 김현철을 연기한 배우
- 1998년 SBS 《삼김시대》 배우: 손지창

## 역대 선거 결과
| 실시년도 | 선거  | 대수 | 직책     | 선거구 | 정당   | 득표수 | 득표율         | 순위 | 당락 | 비고 |
| -------- | ----- | ---- | -------- | ------ | ------ | ------ | -------------- | ---- | ---- | ---- |
| 2004년   | 총선  | 17대 | 국회의원 | 거제시 | 무소속 | 없음   | \| \| 0.00% \| | 없음 | 없음 | 사퇴 |
|          | 0.00% |      |          |        |        |        |                |      |      |      |

## 소속 정당
| 소속 정당 | 소속 정당    | 소속 기간 | 비고      |
| --------- | ------------ | --------- | --------- |
|           | 신한국당     | 1995~1997 | 정계 입문 |
|           | 한나라당     | 1997~2004 | 합당      |
|           | 무소속       | 2004~2007 | 탈당      |
|           | 한나라당     | 2007~2012 | 복당      |
|           | 새누리당     | 2012      | 당명 변경 |
|           | 무소속       | 2012~2017 | 탈당      |
|           | 더불어민주당 | 2017~2019 | 입당      |
|           | 무소속       | 2018~2021 | 탈당      |
|           | 국민의힘     | 2021~현재 | 복당      |